# Mr. Dodd szaleje
Mr. Dodd szaleje – amerykańska komedia z 1937 roku w reżyserii Taya Garnetta.

## Treść
Była dziecięca gwiazda filmowa zakochuje się w księgowym, który stara się dowiedzieć dlaczego jego firma traci pieniądze.

## Obsada
- Leslie Howard – Atterbury Dodd
- Joan Blondell – Lester Plum
- Humphrey Bogart – Doug Quintain
- Frank McHugh – 'Sniffer' Sears
- Alice Brady – madame Sonia Moro
- Gertrude Michael – Jessica Stafford
- Jane Wyman – Marjorie Day
- Henry O’Neill – D.M. Gateway
- Harry Davenport – Jeremiah George Quinn